# Kloster Consolation (China)
Kloster Consolation war von 1883 bis 1947 (1954) ein chinesisches Kloster der Trappisten im Erzbistum Peking.

## Geschichte
Französische Mönche der Klöster Tamié und Sept-Fons gründeten 1883 in Yangjiaping bei Peking das Kloster Notre-Dame de la Consolation/Our Lady of Consolation (Maria Trösterin), das 1886 zum Priorat und 1891 zur Abtei erhoben wurde. Es wurde mehrfach von Europa aus visitiert, u. a. zweimal von Jean-Baptiste Chautard (1906 und 1929). Papst Pius XI. erwähnte es in der Missionsenzyklika Rerum Ecclesiae. 1945 wurde der Abt festgenommen, 1947 starben 33 Mönche bei der Festnahme oder im Gefängnis. Das Kloster wurde verwüstet. Ein Restbestand an Mönchen unter Jean-Marie Struyven konnte sich bis 1954 an einem anderen Ort halten.

### Obere, Prioren und Äbte
- Ephrem Seignol (1883–1886)
- Bernard Favre (1886–1900, erster Abt ab 1891)
- Maur Weychard (1900–1919)
- Albéric Atche (1919–1921)
- Louis Brun (1921–1941)
- Alexis Baillon (1941–1949)
- Michel Shu (1946–1947)
- Jean Marie Struyven (1947–1951)
- Benoît Wang (1951–)

### Gründungen
- 1896: Kloster Phare in Japan.
- 1927: Kloster Lantao, zuerst Kloster Liesse/Joy bei Zhengding, verfolgt, ab 1950 auf Lantau Island.